# The Obsidian Conspiracy
A The Obsidian Conspiracy című album az amerikai Nevermore együttes hetedik nagylemeze, amely 2010-ben jelent meg a Century Media kiadó gondozásában. Ez az első Nevermore-album, amelynek a Soilwork-gitáros Peter Wichers volt a producere. Andy Sneap ezúttal csak a lemez keverését végezte. A The Obsidian Conspiracy volt az utolsó stúdióalbum az együttes 2011-es feloszlását megelőzően.
Az album limitált változatára egy-egy The Doors és The Tea Party feldolgozás is felkerült, továbbá a Your Poison Throne és a címadó The Obsidian Conspiracy számok gitártémáinak otthoni betanulásához szükséges komplett oktatóanyag.
Az általános vélemény szerint a zenekar ezen a lemezen a slágeresebb oldalát mutatja, sok lassabb ballada található az albumon, a komplex dalszerkezetek teljesen háttérbe szorultak. Az Emptiness Unobstructed dalhoz a londoni O2 Academy Islington koncerttermében forgattak videóklipet.

## Az album dalai
1. The Termination Proclamation – 3:08
2. Your Poison Throne – 3:51
3. Moonrise (Through Mirrors of Death) – 4:02
4. And the Maiden Spoke – 4:59
5. Emptiness Unobstructed – 4:37
6. The Blue Marble and the New Soul – 4:38
7. Without Morals – 4:17
8. The Day You Built the Wall – 4:23
9. She Comes in Colors – 5:31
10. The Obsidian Conspiracy – 5:17

Limitált kiadás bónusz dalai
1. The Crystal Ship (The Doors feldolgozás) – 2:46
2. Temptation (The Tea Party feldolgozás) – 3:26

### Limitált kiadás bónusz CD
"Play The Guitar Like Jeff Loomis"
- Your Poison Throne (without guitar)
- Your Poison Throne (guitar only)
- The Obsidian Conspiracy (without guitar)
- The Obsidian Conspiracy (guitar only)
- Your Poison Throne (oktató-video)
- The Obsidian Conspiracy (oktató-video)
- Your Poison Throne (gitártabok PDF-ben)
- The Obsidian Conspiracy (gitártabok PDF-ben)

## Közreműködők
- Warrel Dane – ének
- Jeff Loomis – gitár
- Jim Sheppard – basszusgitár
- Van Williams – dobok

## Külső hivatkozások
- Nevermore hivatalos honlap Archiválva 2005. augusztus 15-i dátummal a Wayback Machine-ben
- Nevermore a MySpace-en
- Nevermore a Last.fm-en